# Обручение на Сан-Доминго
«Обручение на Сан-Доминго» или «Обручение на Санто-Доминго» (нем. Die Verlobung in St. Domingo) — новелла немецкого писателя Генриха фон Клейста, впервые опубликованная в 1811 году.

## Сюжет
Действие новеллы происходит на острове Гаити в 1803 году, во время второго восстания чёрных рабов. В одной из усадеб, захваченных повстанцами, живут мать и дочь, мулатка Бабекан и юная метиска Тони. Если в округе появляется какой-нибудь белый беглец, Тони своим очарованием удерживает его до появления негров во главе с Конго Гоанго, обрекая таким образом на смерть.
Однажды ночью в усадьбу приходит офицер-швейцарец Густав фон дер Рид. Он просит помощи для себя и для целой группы родственников и слуг, пробиравшихся в Порт-о-Пренс и временно укрывшихся неподалёку. Тони сначала решает очаровать и погубить его, как предыдущих беглецов, но постепенно в него влюбляется. Густав обещает попросить её руку у матери. Однако неожиданно на усадьбе появляется Конго Гоанго со своими людьми. Чтобы спасти любимого, Тони связывает его, а потом предупреждает его родных. Те, вооружившись, захватывают Конго Гоанго в заложники. Густав, решив, что любимая предала его, убивает Тони, но потом узнаёт о мотиве её поступка и совершает самоубийство.
Спутникам Густава удаётся спастись, и они достигают Порт-о-Пренса.

## Восприятие
«Обручение на Сан-Доминго», как и другие новеллы Клейста, отличают лаконичность, драматичный и стремительно развивающийся сюжет. Неожиданные события, невероятные стечения обстоятельств меняют всю жизнь героев, показывая, что люди — всего лишь игрушки судьбы, недоступной для человеческого понимания.
Автор практически отказывается от этнографических деталей, сосредоточив своё внимание на психологии главных героев. Густав фон дер Рид и Тони полюбили друг друга, но не прониклись взаимным доверием, что и стало причиной трагического исхода.